# Rudolf Hanisch
Rudolf Hanisch (* 19. April 1943 in Ahrensburg; † 7. Januar 2017) war ein deutscher Tänzer und Choreograf.

## Leben
Hanisch wurde von 1958 bis 1963 an der Staatlichen Ballettschule Berlin zum Tänzer ausgebildet. Sein erstes Engagement führte ihn 1963 an das Landestheater Altenburg. 1967 wurde Hanisch an das Theater Erfurt verpflichtet, an dem er bis 2015 tätig war.
Unter der Ballettmeisterin Sigrid Trittmacher-Koch wirkte Hanisch als Solotänzer. Neben weiteren klassischen Ballettrollen tanzte er in den Erfurter Inszenierungen der Ballette Aschenbrödel, Dornröschen und Der Nussknacker jeweils die Hauptrolle des Prinzen.
Hanisch arbeitete ab 1982 zudem als Trainings- und Ballettmeister. Zum Ende der 1980er Jahre wurde er stellvertretender Ballettdirektor des Theaters Erfurt. Ab 2002 war Hanisch als Mitarbeiter im künstlerischen Betriebsbüro des Theaters tätig und widmete sich ab 2003 nach Auflösung der Ballettsparte, hauptsächlich als Choreograf, den anderen Theatersparten. 2008 ging Hanisch in den Ruhestand. Auch danach war er für das Erfurter Theater tätig; 2015 schuf er die Choreografien zu den Inszenierungen von Faust, Andrea Chénier und Das Land des Lächelns.

## Belege
- Zum Tode von Rudolf Hanisch, OperaLounge
- Rudolf Hanisch verstorben, Thüringer Allgemeine

| Personendaten    | Personendaten                   |
| ---------------- | ------------------------------- |
| NAME             | Hanisch, Rudolf                 |
| KURZBESCHREIBUNG | deutscher Tänzer und Choreograf |
| GEBURTSDATUM     | 19. April 1943                  |
| GEBURTSORT       | Ahrensburg                      |
| STERBEDATUM      | 7. Januar 2017                  |